# Tsuyoshi Kunieda
Tsuyoshi Kunieda (国枝 強?, Kunieda Tsuyoshi; Prefettura di Hiroshima, 18 settembre 1944) è un ex calciatore giapponese, di ruolo difensore.

## Statistiche

### Presenze e reti nei club
| Stagione | Squadra           | Campionato | Campionato | Campionato |
| Stagione | Squadra           | Comp       | Pres       | Reti       |
| -------- | ----------------- | ---------- | ---------- | ---------- |
| 1967     | Toyo Kogyo        | JSL        | 13         | 0          |
| 1968     | Toyo Kogyo        | JSL        | 4          | 0          |
| 1969     | Toyo Kogyo        | JSL        | ?          | ?          |
| 1970     | Toyo Kogyo        | JSL        | 8          | ?          |
| 1971     | Toyo Kogyo        | JSL        | ?          | ?          |
| 1972     | Toyo Kogyo        | JSL1       | ?          | ?          |
|          | Totale Toyo Kogyo |            | 38         | 3          |